# Ricky Bobby - La storia di un uomo che sapeva contare fino a uno
Ricky Bobby - La storia di un uomo che sapeva contare fino a uno (Talladega Nights: The Ballad of Ricky Bobby) è un film del 2006 diretto da Adam McKay ed interpretato da Will Ferrell, ambientato nel mondo delle corse NASCAR. In DVD è stato distribuito con il titolo Ricky Bobby - La leggenda dell'uomo che sapeva contare sino a uno.

## Trama
Nato su un'automobile e cresciuto con il motto "Se non sei primo, sei ultimo", Ricky Bobby si sente destinato al mondo delle corse automobilistiche, proprio come il padre, il famoso pilota Reese Bobby, che ha abbandonato la famiglia quando era solamente un ragazzino. Assieme all'amico Cal riesce a lavorare nelle scuderie NASCAR come meccanico, fino a quando ottiene la possibilità di dimostrare il suo talento, dopo l'abbandono di un pilota.
In breve Ricky diventa un idolo delle corse, ma la rapida ascesa di Ricky si scontra con la rivalità con il pilota gay francese Jean Girard, che proviene dal mondo della Formula 1. Entra in contrasto anche con il suo amico Cal, che a sua volta è diventato pilota. Come se non bastasse, Ricky entra in crisi in seguito ad un incidente durante una gara provocato da Jean Girard che lo blocca sulle piste, rischiando perfino di mettere a repentaglio il suo matrimonio con Carley. Grazie all'aiuto del padre ritrovato, Ricky troverà la forza di rimettersi in pista e riunire la famiglia.

## Camei
Il film vanta camei di Elvis Costello e Mos Def, di molti reali piloti delle corse NASCAR come Dale Earnhardt, Jr. e Benny Parsons, e di Bill Weber (commentatore della TNT Sports).